# Igreja Espiritualista
A Igreja Espiritualista (em inglês Spiritualist Church) é o nome adotado por grupos espiritualistas não-kardecistas nos Estados Unidos e Reino Unido.
. 

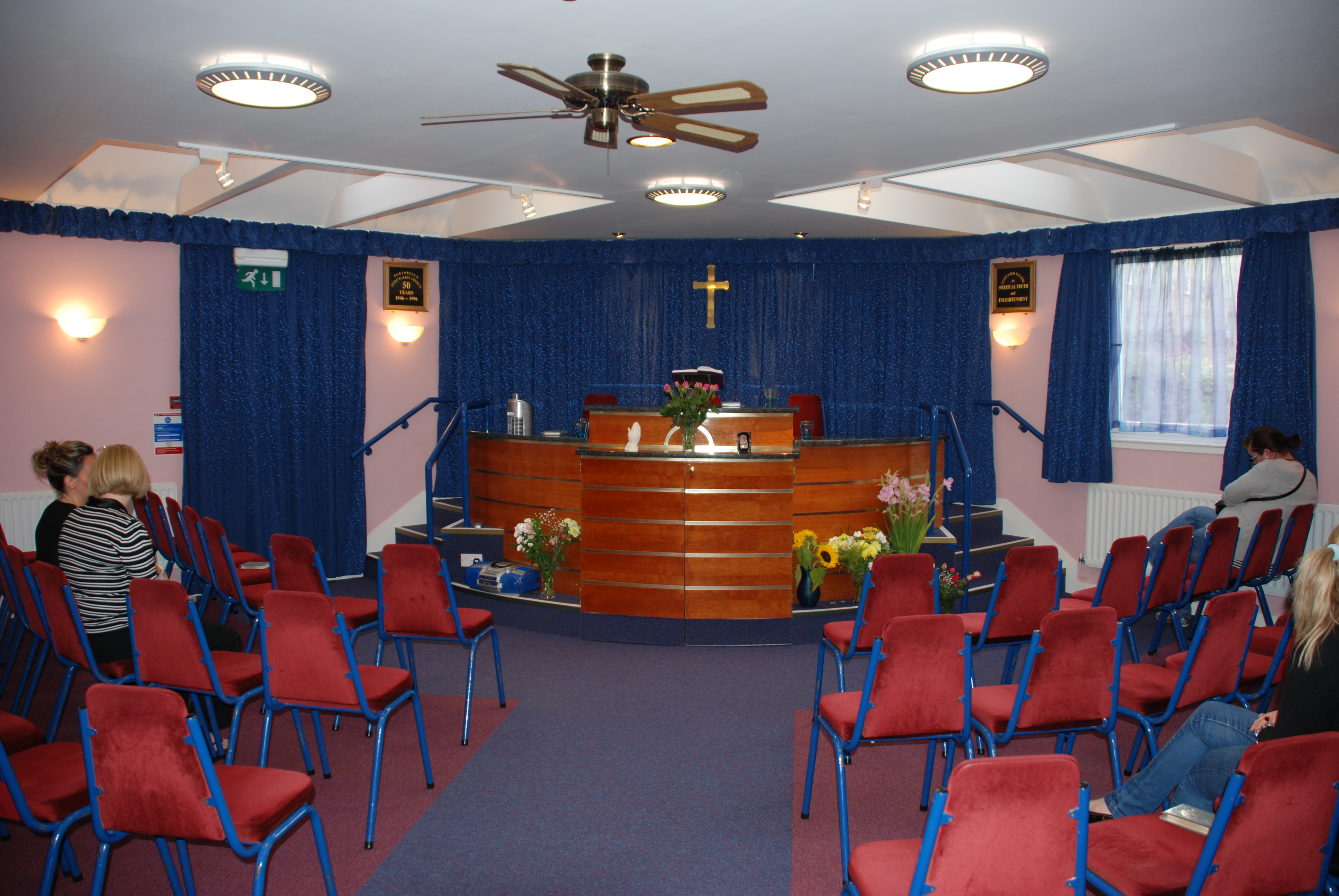
Interior de uma Igreja Espiritualista na Escócia

O movimento do espiritualismo moderno emergiu na década de 1840 nos Estados Unidos, tornou-se público com as irmãs Fox em 1848. Inicialmente o movimento era informal, consistindo de ocasionais sessões espiritualistas conduzidas por médiums, com muitos espiritualistas mantendo memebresia em outras religiões ou sem afiliação religosa. Mas a polêmica com as religiões estabelecidas levaram a fundação da primeira Igreja Espiritualista em Keighley, Yorkshire, Inglaterra por David Richmond em 1853. Dois anos depois Richmond iniciaria o primeiro jornal espiritualista,The Yorkshire Spiritual Telegraph. A partir dos anos 1870 surgem várias sociedades espiritualistas no Reino Unido, Estados Unidos (notavelmente em San Francisco) e França, nesse último país os espiritualistas adotaram em massa a decodificação de Allan Kardec e a crença em reencarnação.
A maior parte das igrejas espiritualistas são afiliadas à associações, como a National Spiritualist Association of Churches nos Estados Unidos e a Spiritualists' National Union no Reino Unido. Entre os afro-americanos há o Spiritual Church Movement, convergindo tradições espiritualistas, catolicismo popular de Nova Orleans, e protestantismo (batistas e pentecostais)e outras tradições afro-americanas. No Brasil a presença dos espiritualistas é pequena quando comparado ao Espiritismo Kardecista, mas há a Sociedade da Igreja Espiritualista Cristã no Brasil.
Não há uniformidade dogmática entre as igrejas espiritualistas, mas em declarações formais de crenças como a Declaration of Principles de 1899,que  defende a fé na existência de uma Inteligência Superior, a imortalidade da alma e o contato entre vivos e mortos. Os cultos geralmente seguem uma ordem de culto reminiscente do protestantismo, com orações, leituras bíblicas e hinos, mas com a distintiva da prática mediúnica.

## Adeptos notáveis
- William Thomas Stead
- Frances Hodgson Burnett
- Andrew Jackson Davis
- Robert Owen
- Rudolph Valentino